# Coppa del Baltico 1991
La Coppa del Baltico 1991 è stata l'11ª edizione della competizione, la prima dal 1938 a carattere ufficiale.
Pur non essendo ancora formalmente stata dissolta l'Unione Sovietica, tutte e tre le repubbliche baltiche avevano già dichiarato il loro distacco da Mosca.
La FIFA non considera ufficiali queste partite, perché Estonia e Lettonia non avevano ancora ottenuto l'affiliazione internazionale. Solo la Lituania aveva già ottenuto il riconoscimento della federazione, nel 1990.
Proprio la Lituania ha conquistato la vittoria finale nel torneo casalingo, precedendo Lettonia ed Estonia.

## Formula
La formula è quella tradizionale della manifestazione, che prevede un girone all'italiana con partite di sola andata tra le tre formazioni partecipanti.
Le partite sono state ospitate a Klaipėda, nel Žalgiris stadionas e a Kretinga, presso il Miesto stadionas.

## Classifica finale
| Pos. | Squadra  | Pt | G | V | N | P | GF | GS | DR |
| ---- | -------- | -- | - | - | - | - | -- | -- | -- |
| 1.   | Lituania | 3  | 2 | 1 | 1 | 0 | 5  | 2  | +3 |
| 2.   | Lettonia | 3  | 2 | 1 | 1 | 0 | 3  | 1  | +2 |
| 3.   | Estonia  | 0  | 2 | 0 | 0 | 2 | 1  | 6  | -5 |

## Risultati
| Arbitro: | Lajkus |

|                                                         |           |          |
| Vitkovskis 17’ Ramelis 34’ Urbonas 54’ Magdisauskas 69’ | Marcatori | 14’ Kirs |

| Arbitro: | Dilda |

|                          |           |  |
| Sproģis 42’ Troickis 79’ | Marcatori |  |

| Arbitro: | Birieta |

|                |           |             |
| Skarbalius 20’ | Marcatori | 14’ Teplovs |